# Gheorghe Tudor
Gheorghe (Iorgu) Tudor  (n. S.V. 19 ianuarie/S.N. 1 februarie 1885, Stăncăuți, județul Bălți – d. 7 decembrie 1974, București) a fost un deputat din Sfatul Țării, organismul care a exercitat puterea legislativă în Republica Democratică Moldovenească, în perioada 1917-1918.

## Studii
A avut studii secundare.

## Activitate politică
În cadrul Congresului Ostășesc din 20 octombrie 1917 a fost propus deputat în Sfatul Țării din partea județului Chișinău. În ședința Sfatului Țării din 16 martie 1918 a protestat împotriva intervenției  Ucrainei de a cuprinde între limitele sale anumite zone nordice și sudice ale Basarabiei, spunând: „Cui îi e dragă Ucraina, drum bun peste Nistru”. .
În cadrul Sfatului Țării a avut următoarele funcții: secretar în Comisia Constituțională (18 mai — 27 noiembrie 1918), membru în Comisia a II-a de Redactare și membru în Comisia de Lichidare. A fost deputat de la 21 noiembrie 1917 până la 27 noiembrie 1918, când a și votat pentru Unirea cu Patria Mamă.
După 1918 a fost consilier municipal și județean și ajutor de primar la Chișinău (1932 — 1933). La 28 iunie 1940 s-a refugiat în România, după care, în 1941 a revenit în Basarabia până în 1944 când a revenit în România, unde va rămâne până la sfârșitul vieții.

## Activitatea publicistică
A fost gazetar. În 1906 a fost unul din colaboratorii publicației „Luminătorul”, revista lui V. Gurie Grosu. În 1912 a fost inițiatorul și redactorul periodicului „Făclia”, iar un an mai târziu a fost colaborator al gazetei „Cuvînt moldovenesc”. 
În 1917 a inițiat și redactat ziarul „Soldatul moldovan”, cu  ajutorul fondurilor puse la dispoziție de Comitetul Ostășesc din Chișinău, comitet din care făcea parte.
Publicația „Cuvînt moldovenesc” a fost responsabilă de inițierea unei intense propagande printre ostașii români basarabeni răniți pe front, pe care îi îndemna să răspundă ofițerilor sau subofițerilor români basarabeni, veniți să-i reorganizeze în companii separate. 
A fost și vicepreședinte al Societății scriitorilor, secția Basarabia. A editat, în afară de ”Făclia serii” și „Soldatul Moldovean”, publicațiile: „Generația noastră”, „Pămînt și voie”, „Moldova de la Nistru”, „Poetul”, „Pe drumuri noi”, „Itinerar”, la ultima fiind și director. A publicat sub pseudonimele : Iuriu Iujni, Gh. Stîncă, Iorgu Virtej.

## Decorații
- Ordinul „Steaua României”
- Ordinul „Coroana României” în grad de ofițer
- Medalia „Ferdinand I”
- Medalia „Răsplata Muncii”

## Opera
- Haiducul, 1904
- Nopți amoroase, 1905
- Muza românească, 1917